# Fred J. Eckert

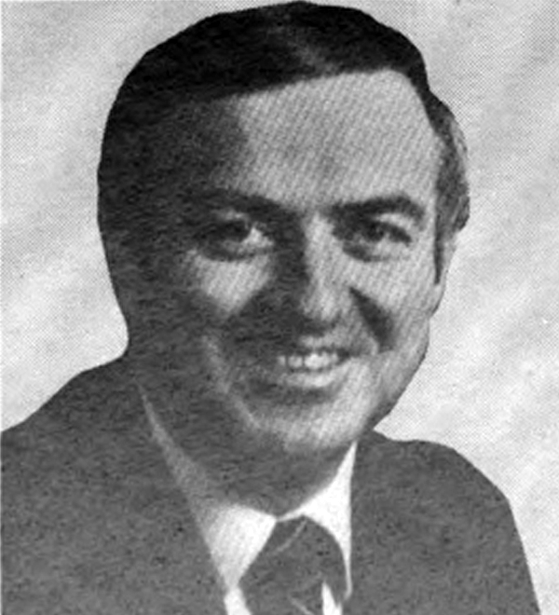
Fred J. Eckert

Fred J. Eckert  (* 6. Mai 1941 in Rochester, New York) ist ein ehemaliger US-amerikanischer Politiker. Zwischen 1985 und 1987 vertrat er den Bundesstaat New York im US-Repräsentantenhaus.

## Werdegang
Im Jahr 1964 absolvierte Fred Eckert die North Texas State University in Denton. Danach studierte er an der New York University in New York City und dann an der dortigen New School for Social Research. Zwischen 1973 und 1984 war er Präsident der in Rochester ansässigen Werbeagentur Eckert-Hogan-Newell, Inc. Gleichzeitig schlug er als Mitglied der Republikanischen Partei eine politische Laufbahn ein. Zwischen 1970 und 1972 war er Ortsvorsteher (Supervisor) der Gemeinde Greece; von 1972 bis 1982 gehörte er dem Senat von New York an. Von 1982 bis 1984 war er Botschafter der Vereinigten Staaten in Fidschi mit Zuständigkeit für Tonga, Tuvalu und Kiribati.
Bei den Kongresswahlen des Jahres 1984 wurde Eckert im 30. Wahlbezirk von New York in das US-Repräsentantenhaus in Washington, D.C. gewählt, wo er am 3. Januar 1895 die Nachfolge von Barber B. Conable antrat. Da er im Jahr 1986 nicht bestätigt wurde, konnte er bis zum 3. Januar 1987 nur eine Legislaturperiode im Kongress absolvieren.
Nach dem Ende seiner Zeit im US-Repräsentantenhaus war Fred Eckert in den Jahren 1987 und 1988 amerikanischer Gesandter bei der Kommission für Lebensmittel und Landwirtschaft der UNO. Heute ist er Präsident der Eckert Associates.